# Dashan
Dashan (大山S, DàshānP, lett. "Grande Montagna"), pseudonimo di Mark Henry Rowswell, CM (Ottawa, 23 maggio 1965), è un conduttore televisivo, attore e comico canadese che lavora come artista freelance nella Repubblica Popolare Cinese.
Relativamente sconosciuto in Occidente, Dashan è la più famosa personalità occidentale nell'industria mediatica cinese, dove occupa una posizione unica come cittadino straniero che è diventato un'autentica celebrità nazionale.
Dashan è molto noto per la sua padronanza del mandarino, e la maggior parte del suo lavoro sui mezzi di comunicazione è fatto in cinese. Ha parlato anche cantonese, il primo tipo di cinese che aveva appreso prima del mandarino, in una pubblicità della Ford destinata ai consumatori cinesi nordamericani.

## Biografia

### Educazione
Rowswell frequentò la scuola superiore presso la Nepean High School di Ottawa, Ontario. Cominciò a studiare il cinese mentre frequentava l'Università di Toronto nel 1984. Il suo nome originale cinese, datogli dal suo insegnante canadese di lingua cinese, era Lu Shiwei (路士伟) basato sul suo cognome Rowswell. Subito dopo la sua laurea dall'Università di Toronto con un bachelor of arts (laurea in lettere di primo livello) in studi cinesi nel 1988, Rowswell vinse una borsa di studio per continuare gli studi in lingua cinese all'Università di Pechino.

### Prime apparizioni televisive
Rowswell apparve per la prima volta sulla televisione cinese per presentare una competizione canora internazionale nel novembre 1988. Il mese seguente fu invitato a interpretare una scenetta comica sulla televisione nazionale durante il Galà di Capodanno della  CCTV, un programma di varietà trasmesso a un pubblico stimato di 550 milioni di persone. Il nome "Dashan" ("grande montagna" in cinese) viene dal personaggio Xu Dashan (许大山S) che Rowswell interpretava nella scenetta, intitolata Ye gui (夜归). La scenetta lo proiettò al livello di divo nazionale nel giro di una notte grazie al suo cinese e alla sua dizione fluente.
A causa della natura repentina della sua ascesa alla fama, Dashan è stato definito una "celebrità accidentale". Tuttavia, la sua successiva longevità e continua rilevanza nei media cinesi più di due decenni dopo suggeriscono qualcosa di più sostanziale. Molti cittadini stranieri appaiono regolarmente sulla televisione cinese, e stranieri fluenti nella lingua cinese non sono più una rarità. Eppure nessun altro cittadino straniero si è avvicinato al livello di riconoscimento e di popolarità in Cina goduto da Dashan.

#### Xiangsheng
In seguito alla sua prima apparizione come "Dashan", Rowswell cominciò lo studio formale dello xiangsheng o "dialogo a botta e risposta" (uno spettacolo comico tradizionale cinese) con il suo mentore, il comico Jiang Kun. Nel dicembre 1989, Dashan diventò il primo straniero ad essere formalmente accettato nella rigida gerarchia dello xiangsheng come membro della "nona generazione", una mossa che al tempo causò notevoli controversie nei circoli delle arti dello spettacolo cinesi. Lo xiangsheng è spesso chiamato "l'arte della lingua comica" e come tale è considerato in Cina come una forma altamente specializzata di arte performativa oltre la portata della maggior parte dei parlanti nativi, molto meno di uno straniero.
Per tutti gli anni 1990, Dashan apparve frequentemente in programmi nazionali e regionali in tutta la Cina per interpretare lo xiangsheng, comprese parecchie apparizioni nel programma televisivo annuale della CCTV che celebra il Capodanno cinese, il Galà di Capodanno della CCTV (春节联欢晚会), nel 1998 e nel 1999. Questo programma è l'evento televisivo annuale più seguito della Cina, con un pubblico stimato tra 900 milioni e 1 miliardo di spettatori. Le apparizioni in questo e altri programmi procurarono a Dashan un ampio riconoscimento in tutta la Cina.
Le esibizioni di xiangsheng di Dashan in pubblico diminuirono all'inizio del XXI secolo. In un'intervista del 2005 a Chongqing Evening News, Dashan affermò che raramente interpreta lo xiangsheng a causa della maggiore necessità che gli artisti rimangano fedeli a un tema stabilito.
All'inizio del 2009 Dashan fece un ritorno al Glà di Capodanno della CCTV per interpretare una scenetta di xiangsheng nella quale appariva insieme a Ma Dong, figlio del famoso maestro di xiangsheng Ma Ji. La scenetta ricevette il 2º Premio nei premi scelti dal pubblico annunciati alla fine della festa del  Capodanno cinese. Con questo spettacolo, Dashan diventò (al tempo) l'unico cittadino straniero ad essere apparso nel Galà di Capodanno della CCTV un totale di tre volte.
Dashan fece una quarta apparizione al Galà di Capodanno della CCTV nel 2011, in una scenetta con parecchi studenti stranieri che studiavano cinese negli Istituti Confucio di vari paesi. Anche questa scenetta vinse il 2º premio nei premi scelti dal pubblico.

## Lavoro attuale
La fama iniziale di Dashan venne dall'interpretazione dello xiangsheng, ma egli si espanse gradualmente in una varietà di attività e continua ad essere un popolare artista e personaggio della televisione cinese. Negli anni recenti Dashan è diventato più attivo anche nei media sociali e su internet, attirando oltre 5 milioni di seguaci su due microblog cinesi, Sina Weibo e Tencent Weibo.

### Ambasciatore culturale
In molti casi, Dashan ha trasceso il ruolo di artista celebre per diventare un vero e proprio ambasciatore culturale tra la Cina e l'Occidente, sia in veste informale che ufficiale. Durante la sua visita ufficiale in Cina nel febbraio 2012, il primo ministro canadese Stephen Harper ha annunciato: “Per molti anni Mark Rowswell ha usato i suoi straordinari talenti per costruire ponti di intesa tra il Canada e la Cina. Sono lieto di nominare questo individuo così riconosciuto e rispettato Ambasciatore di Buona Volontà del Canada in Cina.”
Dashan prestò servizio come Commissario Generale per il Canada all'Esposizione mondiale 2010 di Shanghai. Precedentemente, aveva svolto l'incarico come Addetto alla squadra del Comitato Olimpico Canadese per le Olimpiadi 2008 di Pechino.

### Conduttore televisivo
Gran parte del lavoro televisivo di Dashan ora è come conduttore freelance di molti e vari programmi televisivi ed eventi dal vivo, specialmente quelli con una visione internazionale e che richiedono un presentatore bilingue (inglese/cinese).
Dashan ha condotto anche numerosi programmi educativi. I più importanti di questi includono le serie per l'apprendimento della lingua inglese Dashan and Friends e Dashan's Adventures e programmi che insegnano il cinese come seconda lingua per la CCTV International, incluso "Travel In Chinese".

### Monologhi comici
Più recentemente (dalla fine del 2013) Dashan è stato "in missione per presentare i monologhi comici occidentali in Cina", esibendosi in piccoli club e università in tutta la Cina. Nel giugno 2014 annunciò il suo piano di sviluppare uno spettacolo viaggiante, il giro "Burned Out, Washed Up, Never Say Farewell" ("Esaurito, Rovinato, Mai Dire Arrivederci").

### Ruoli drammatici
Dashan si è occasionalmente cimentato nella recitazione drammatica, spesso per rappresentare altri stranieri famosi nella storia cinese. Nel 2005, recitò il ruolo principale nella serie televisiva in 24 parti Palace Artist ("Artista di palazzo") trasmessa dalla China Central Television, nella parte del pittore gesuita italiano del Settecento Giuseppe Castiglione. Nel 2006-07, Dashan interpretò il ruolo principale in Red Star Over China ("Stella Rossa sulla Cina"), un dramma teatrale basato sulla vita e le opere del cronista statunitense Edgar Snow. Nel 2007-08 fu tra gli interpreti principali di un adattamento teatrale cinese della commedia francese Le Dîner de Cons (La cena dei cretini in italiano), che girò in tutta la Cina e per il quale fu insignito del prestigioso Premio Magnolia Bianca per miglior attore non protagonista.

### Pubblicità e camei
Il nome e l'immagine di Dashan si possono vedere spesso in pubblicità commerciali per varie società cinesi e internazionali, incluse le automobili della Ford Canada a cominciare dal 2007 e 2008. Dashan è attivo anche come portavoce per parecchie organizzazioni benefiche, coinvolte principalmente nella prevenzione dei tumori nonché nella protezione ambientale.
Il 29 giugno 2011, la National Gallery of Canada lanciò un'audioguida che fu registrata da Dashan. La guida mostra Dashan che parla in mandarino della collezione d'arte canadese della galleria.

### Consiglio di amministrazione dell'Università di Toronto
Il 30 aprile 2014 Dashan fu nominato per un mandato triennale come membro del Consiglio di amministrazione dell'Università di Toronto.

## Premi
- Nel 2009, l'Università Thompson Rivers (Kamloops, BC, Canada) concesse un Dottorato Onorario[16] a Dashan riconoscendo i suoi sforzi per costruire collegamenti globali tra le culture e le economie attraverso l'educazione internazionale. Il Dottorato Onorario fu presentato dalla TRU durante la sua cerimonia dinanzi all'Assemblea dei laureati il 26 giugno all'Università di tecnologia di Tianjin, Cina.
- Nel 2008, Dashan fu insignito del Premio Magnolia Bianca per miglior attore non protagonista per il suo ruolo in La cena dei cretini. Questo segna la prima volta che un occidentale ha ricevuto uno dei più prestigiosi premi cinesi per le arti performative.[17]
- Nel 2007, il Governatore Generale del Canada annunciò che Dashan era stato nominato membro dell'Ordine del Canada, la più alta onorificenza civile canadese, in riconoscimento di una vita di eccezionale successo. La nomina era entrata in vigore dal 5 ottobre 2006.[18]
- Nel 2006, Dashan fu premiato con le Chiavi della Città di Ottawa, in riconoscimento, come nativo di Ottawa, del suo contributo a promuovere la comprensione tra i popoli della Cina e del Canada.[19]
- Nel 2004, Dashan fu scelto come uno dei "Dieci eminenti giovani adulti di Pechino". Questo segnò la prima volta che un cittadino straniero abbia ricevuto questo premio, una delle più alte onorificenze concesse dalle autorità di Pechino.[20]
- Nel 2004, Dashan ricevette anche un raro "Premio di Riconoscimento Speciale" dalla Società Canadese per la Lotta contro il Cancro per il suo su un programma congiunto Canada-Cina per la prevenzione del cancro.[21]
- Nel 2000, l'Università di Toronto selezionò Dashan come uno dei "100 allievi che formarono il secolo".[22]
- Nel 1999, la rivista TIME selezionò Dashan come uno dei "Leader per il XXI secolo".[23]
- Nel 1998, il New Weekly Magazine della Cina scelse Dashan come una delle "Persone di spicco degli ultimi 20 anni."[24]
- Nel 1995, il National Film Board of Canada (Commissione cinematografica nazionale del Canada) produsse un documentario, diretto da Guy Nantel, chiamato Dashan, Ambassador to China's Funny Bone ("Dashan, Ambasciatore nella punta del gomito della Cina").[25]